# Magda Ursache
Magda Usache (n. 20 decembrie 1943, București, România), critic literar, eseist, romancier, este o scriitoare.

## Biografie
S-a născut în București la 20 decembrie 1943 din părinți de origine buzoiană. Este fiica Emiliei (n. Pungulescu) și a lui Alexandru Marinescu, avocat, și soția etnologului Petru Ursache.  A urmat Colegiul Național Bogdan Petriceicu Hasdeu din Buzău. În  1967 a absolvit Facultatea de Filologie a Universitătii „Al.I. Cuza” din Iași, cu diplomă de merit. A debutat în anul 1968 la revista ieșeană „Cronica”, cu o recenzie la volumul Rod de Cezar Ivănescu. A lucrat în redactia revistei „Cronica” (redactor, Sectia Poezie) și la Universitatea „Al.I. Cuza” (asistent la Catedra de limbă română).  A publicat în reviste precum Convorbiri literare , Ateneu1990, iar în 1978 devine profesor universitar în cadrul Universității din Iași. După anul 1990 se va dedica scrisului și publică romane, eseuri, se ocupă de editarea operelor unor autori români. Volumul cu care debutează în proză în anul 1995 se intitulează Universitatea care ucide și, după cum arată și titlul, are ca subiect viața universitară ieșeană, apreciat ca unul dintre primele romane de sertar. Au urmat romanele: Astă vară n-a fost vară..., Strigă acum, Conversație pe Titanic, Rău de România, Bursa de iluzii etc. Este autoarea mai multor volume de publicistică și eseuri: Bolile spiritului critic: eseuri atipice, premiat de Filiala Iași a Uniunii Scriitorilor la categoria Eseu publicistică (2007); Pe muchie de hârtie; Să citiți bine! Eseuri lirice, epice și dramatice; Viețile cărțarilor contemporani după Magda U; Comunismul cu rele și cu rele; Noi vrem cuvânt! Sau alte feluri de cenzură. În afara volumelor de autor, este și realizatoarea unor ediții critice din operele unor importanți autori români: M. Eminescu, Mircea Eliade, Nichifor Crainic, și a alcătui antologia de lirică creștină Duh și slovă. 

## Activitatea literară
A debutat în revista Cronica în anul 1968, cu o recenzie la volumul Rod de Cezar Ivănescu. Debut editorial a fost prin  A patra dimensiune (eseuri despre poezia contemporană) la Editura Junimea în Iași, 1973.

### Premii literare
- Premiul Duiliu Zamfirescu pentru volumul Conversație pe Titanic, Focșani, 2001
- Premiul Asociației Duiliu Zamfirescu pentru sprijinirea culturii române, Focsani, 2002
- Premiul Festivalului literar Mihai Eminescu pentru Luceafărul, editie critică, Suceava, 15 ianuarie 2002
- Medalia omagială Nichita Stănescu, Ploiești, 2006, acordată de centrul Judetean pentru conservarea si promovarea culturii traditionale
- Premiul pentru proză al revistei Convorbiri literare, 2006
- Premiul pentru 'eseu-publicistică al Filialei Iasi a U.S.R., pentru Bolile spiritului critic. Eseuri atipice, 2007, * * Premiul pentru stiinta limbii acordat de revista „Arges”, 2008
- Premiul pentru publicistică al revistei „Acolada”, 2009
- Premiul revistei „Contemporanul. Ideea europeană”, „Pentru patosul revoltei”, 2009
- Să cititi bine! Eseuri lirice, epice si dramatice, Casa Editorială Demiurg, Iasi, 2010
- Marele Premiu la Concursul Național de Creație Literară „V. Voiculescu”, Pârscov, 2016
- Premiul revistei „Cafeneaua Literară”, 2016
- Premiul Filialei Iași a Uniunii Scriitorilor pentru volumul Noi vrem cuvânt! Sau alte feluri de cenzură, 2016[10]

## Opere

### Romane
- Universitatea care ucide, Editura Timpul, 1995
- Astă vară n-a fost vară… , Editura Institutul European, 1996, ISBN 973-9148-95-6
- Striga acum…, Editura Institutul European, 2000, ISBN 973-611-032-X
- Conversatie pe Titanic, Editura Junimea, 2001
- Rău de România, Editura Junimea, 2003
- Bursa de iluzii, Editura Opera Magna, 2005

### Editii critice
- Mircea Eliade, Mesterul Manole, studii de etnologie si mitologie, Editura Junimea, Iasi, 1992
- Mihai Eminescu, Doina, Editura Timpul, 2000
- Mihai Eminescu, Luceafărul, Editura Timpul, 2001

### Antologii
- Duh si slovă, antologie de poezie crestină, Editura Junimea, 2002
- Mircea Eliade, Arta de a muri , Editura Eikon, 2006

### Publicistică
- Bolile spiritului critic. Eseuri atipice, Editura Libertas, Ploiesti, 2006
- Pe muchie de hîrtie, Editura Ideea Europeana, Bucuresti, 2007, ISBN 978-606-8012-96-4
- Să cititi bine! eseuri lirice, epice si dramatice , Casa Editorială Demiurg, 2010, ISBN 973-152-1747